# Рокіцини (гміна)
Гміна Рокіцини (пол. Gmina Rokiciny) — сільська гміна у центральній Польщі. Належить до Томашовського повіту Лодзинського воєводства.
Станом на 31 грудня 2011 у гміні проживало 6134 особи.

## Площа
Згідно з даними за 2007 рік площа гміни становила 90.51 км², у тому числі:
- орні землі: 80.00%
- ліси: 14.00%

Таким чином, площа гміни становить 8.82% площі повіту.

## Населення
Станом на 31 грудня 2011:
| Опис     | Загалом | Загалом | Чоловіки | Чоловіки | Жінки | Жінки |
| -------- | ------- | ------- | -------- | -------- | ----- | ----- |
| одиниця  | осіб    | %       | осіб     | %        | осіб  | %     |
| все      | 6134    | 100     | 2959     | 48.24    | 3175  | 51.76 |
| міське   | 0       | 100     | 0        |          | 0     |       |
| сільське | 6134    | 100     | 2959     | 48.24    | 3175  | 51.76 |

## Сусідні гміни
Гміна Рокіцини межує з такими гмінами: Бендкув, Бруйце, Колюшкі, Уязд.